# Larīnī-ye Soflá
Larīnī-ye Soflá (persiska: لرينی سفلى, لرينی) är en ort i Iran.   Den ligger i provinsen Ilam, i den västra delen av landet, 500 km sydväst om huvudstaden Teheran. Larīnī-ye Soflá ligger 919 meter över havet och antalet invånare är 370.
Terrängen runt Larīnī-ye Soflá är varierad.Runt Larīnī-ye Soflá är det ganska glesbefolkat, med 39 invånare per kvadratkilometer. Närmaste större samhälle är Lūmār, 5,5 km öster om Larīnī-ye Soflá. Omgivningarna runt Larīnī-ye Soflá är i huvudsak ett öppet busklandskap.